# Tiny Hands
Tiny Hands (englisch „Winzige Hände“, voller Titel Tiny Hands Women’s March Chant) ist ein Lied der US-amerikanischen Singer-Songwriterin Fiona Apple. Sie verfasste es für den Women’s March on Washington als Reaktion auf den im Oktober 2016 bekannt gewordenen Mitschnitt misogyner Aussagen des republikanischen Präsidentschaftskandidaten und späteren US-Präsidenten Donald Trump.

## Inhalt

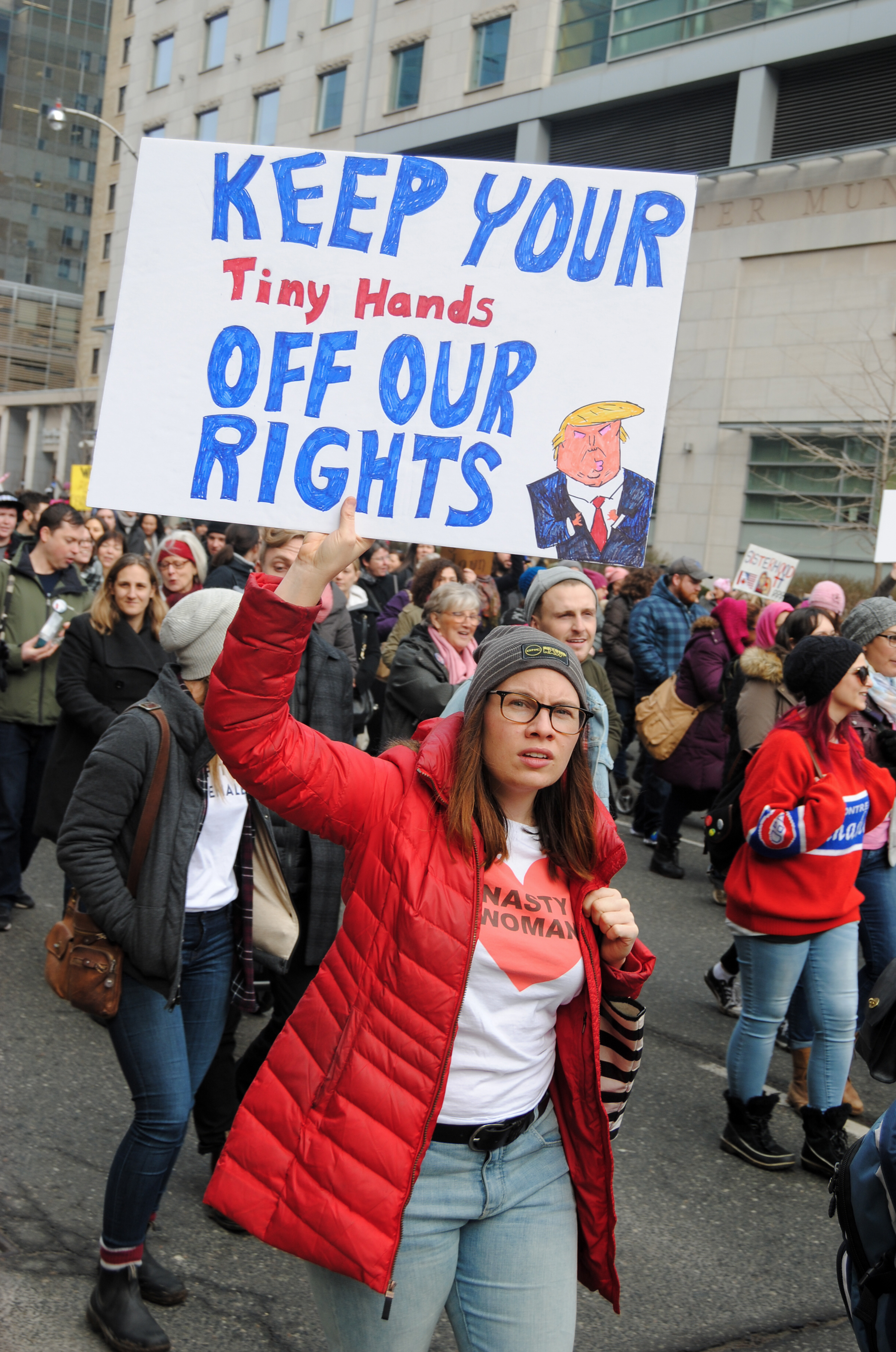
Demonstrantin bei einem Solidaritätsmarsch in Toronto

Der Text des gut einminütigen Chants besteht aus lediglich zehn Worten, die einen einfachen Reim bilden und zu einem prägnanten Beat achtmal mantraartig wiederholt werden:

We don’t want your tiny hands/anywhere near our underpants.

„Wir wollen deine winzigen Hände nicht in der Nähe unserer Unterwäsche.“

Daneben enthält der Track ein Sample von Donald Trumps notorischen Aussprüchen „Grab ’em by the pussy“ und „You can do anything“. Diese waren 2005 im Zuge eines Gesprächs mit Moderator Billy Bush entstanden, welches erst im Oktober 2016 mitten im Präsidentschaftswahlkampf an die Öffentlichkeit gelangte. Der Tonmitschnitt, der unter dem Namen Pussygate in die Annalen einging, wurde viral verbreitet und festigte Trumps medialen Ruf als misogyn.
Die eher öffentlichkeitsscheue Apple, die als Kind Opfer einer Vergewaltigung geworden war, verfasste das Lied im Januar 2017 in Hinblick auf den Women’s March on Washington, der nur einen Tag nach der Amtseinführung von Donald Trump stattfand. Nachdem sie die Gesangsspur in kurzer Zeit mit ihrem Handy aufgenommen hatte, verpackte Produzent Michael Whalen alias m-Dub sie zusammen mit Piano- und Percussion-Parts in einem eingängigen Mix und veröffentlichte das Ergebnis auf der Website des Musikdienstes SoundCloud. Ein Musikvideo wurde nicht produziert.

## Hintergrund

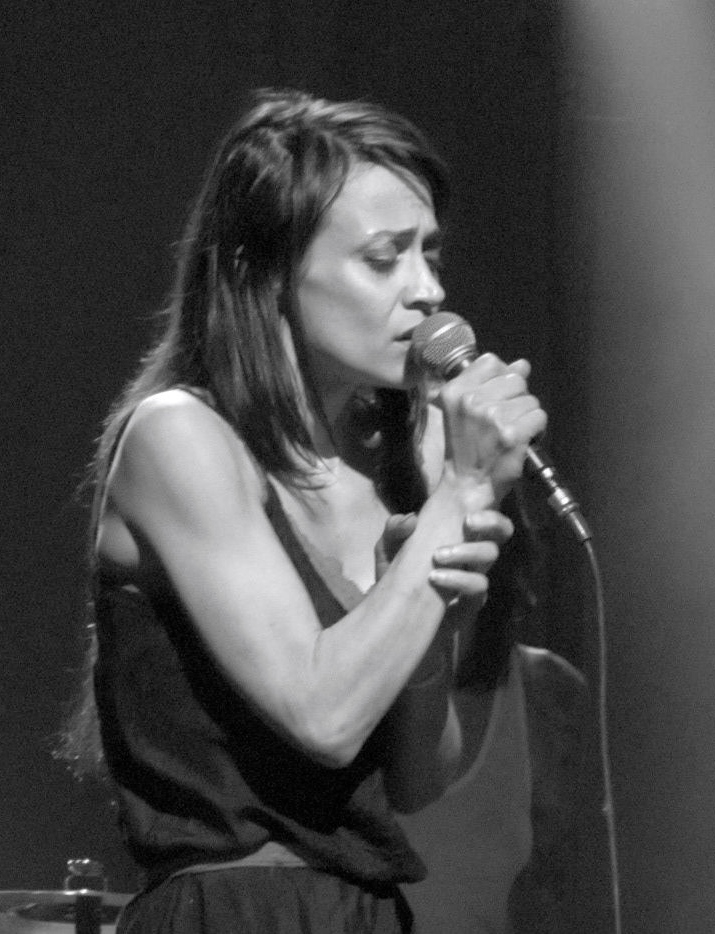
Fiona Apple (2012)

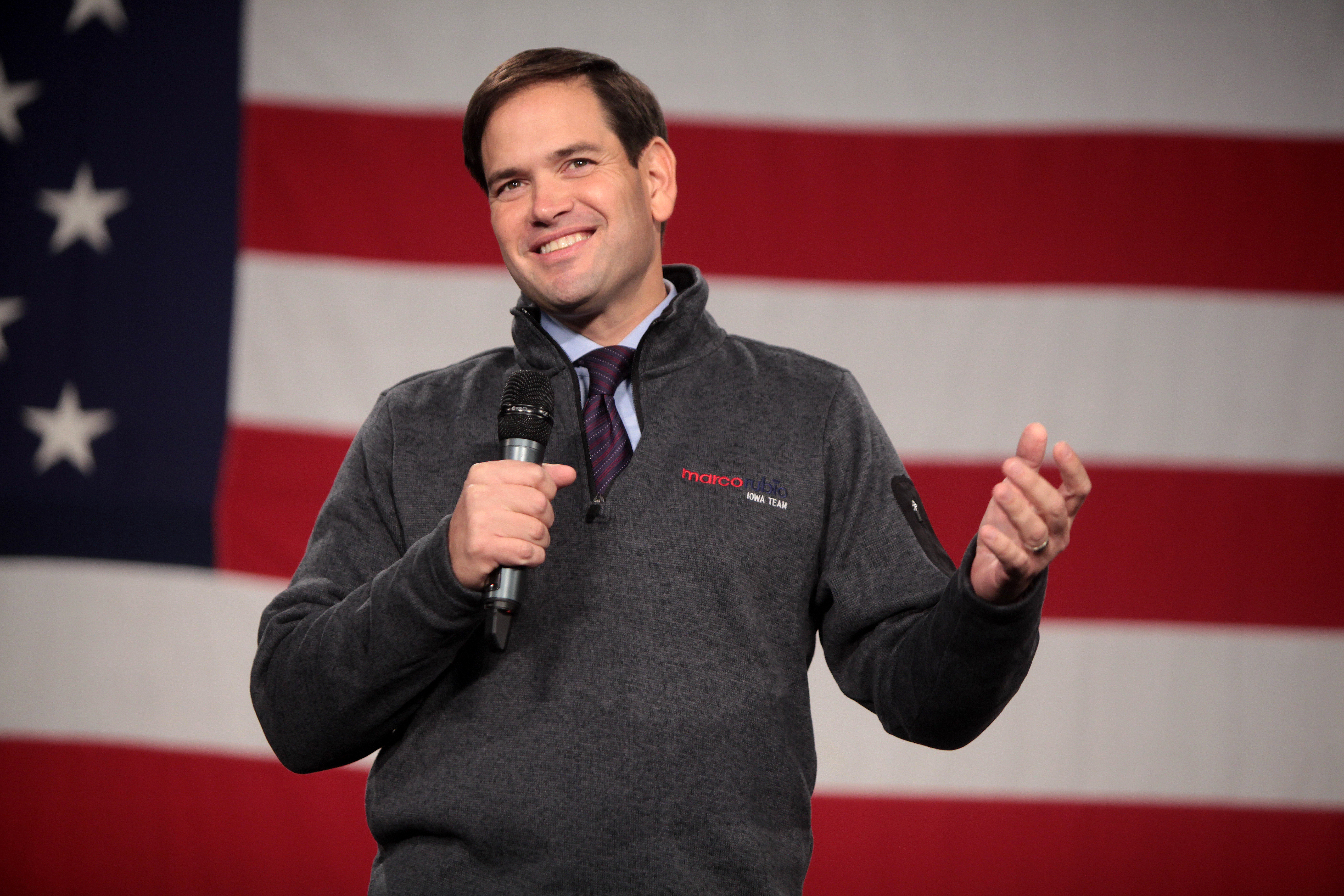
Marco Rubio machte Trumps Hände im Vorwahlkampf zum Thema.

Donald Trumps Hände bzw. Finger wurden erstmals 1988 von einem Journalisten thematisiert, der den Immobilienmogul zu dessen Verärgerung als „short-fingered vulgarian“ beschrieb. Das Epitheton von den kleinen Händen hält sich seither hartnäckig und wurde im Vorwahlkampf 2016 von Senator Marco Rubio wieder aufgegriffen. Trump ließ sich davon vor laufender Kamera zu einer Reaktion hinreißen, indem er beide Hände ins Bild hielt und sagte: „Look at those hands. Are they small hands?“ Die mediale Berichterstattung, die mitunter burleske Züge annahm, erreichte ihren Höhepunkt in einem Beitrag des Hollywood Reporter, der Trump anhand eines Abdrucks im New Yorker Madame Tussauds tatsächlich überdurchschnittlich kleine Hände attestierte und eine Druckvorlage mit seiner rechten Hand zur Verfügung stellte. BuzzFeed veröffentlichte sogar einen Font mit dem Namen Tiny Hand, der Donald Trumps Handschrift nachempfunden ist.
Fiona Apple hatte bereits im Dezember 2016 mit einer Umdichtung von Mel Tormés und Robert Wells’ Weihnachtsklassiker The Christmas Song (Chestnuts Roasting on an Open Fire) auf sich aufmerksam gemacht. Während eines Benefizkonzerts zugunsten der Standing Rock Reservation gab sie ihre Version mit dem Titel Trump’s Nuts Roasting on an Open Fire zum Besten.
Tiny Hands ist nur eines einer ganzen Reihe von Anti-Trump-Liedern, die im Finale des Präsidentschaftswahlkampfs sowie in der Zeit vor seiner Vereidigung entstanden und etwa im Rahmen der Playlist-Projekte 30 Days, 30 Songs und Our First 100 Days veröffentlicht wurden.

## Rezeption
Obwohl ohne kommerzielle Absicht veröffentlicht, wurde das Lied nicht zuletzt aufgrund millionenfachen Sharings im Vorfeld der Frauenmärsche ein Erfolg. Carrie Battan vom New Yorker nannte die Nummer „blunt and infectious“ und meinte, Trump sei der „Bully“, der die „Schutzpatronin der Verwundeten“ aus ihrem Winterschlaf erweckt habe. Anders als Trump, dessen Worte im Song wie ein „Knüppel“ wirkten, klinge Apple „leise, ruhig und resolut“. Beide hätten jedoch das „Direkte und Ansteckende“ gemein, wobei der Text der Musikerin letztlich dafür designt wurde, von tausenden demonstrierenden Frauen gebrüllt zu werden. Der Rolling Stone nannte das Sampling von Donald Trumps Originalworten „clever“ und bezeichnete den Song als einen der stärksten Anti-Trump-Protestsongs.
In den Onlinemedien polarisierte der Song. Während einigen Kommentatoren der Text nicht weit genug ging, empörten sich andere über die abfällige und erniedrigende Sprache gegenüber dem künftigen Präsidenten. Produzent Michael Whalen entgegnete, Fiona Apple hätte lediglich die Absicht gehabt, einen Chant für den Women’s March zu kreieren. Eine Kommentaranfrage der New York Times bei einer Sprecherin von Trump blieb unbeantwortet.